# Judith Torrea
Judith Torrea (Pamplona, 2 de julio de 1973) es una periodista española  especializada en narcotráfico, crimen organizado, pena de muerte, inmigración y política en la frontera de México con Estados Unidos.

## Trayectoria
Periodista especializada en narcotráfico, crimen organizado, pena de muerte, inmigración y política en la frontera de México con Estados Unidos, realidad que ha cubierto durante los últimos catorce años, nueve de ellos viviendo entre las dos fronteras. Y lo ha hecho para diversos medios estadounidenses (Univision Online, The Texas Obsever, Al Día-The Dallas Morning News), mexicanos (revistas Letras Libres y Emeequis ), peruanos (Etiqueta Negra) y europeos (agencia alemana DPA, El País, EFE, Le Monde Diplomatique, Expresso). En Tejas trabajó como reportera del Capitolio, siguiendo la política del entonces gobernador George W. Bush. 
En 1998 se convirtió en la primera periodista española en asistir a la ceremonia de la pena de muerte en Estados Unidos (“Muerte en directo”, Crónica. El Mundo). Formó parte del reducido grupo de prensa que cubre diariamente la política del alcalde de Nueva York Michael Bloomberg siendo la única periodista latina en Room 9, City Hall. 

## Premios y distinciones
Ha ganado diversos premios de periodismo en Estados Unidos, Alemania y España, entre ellos:
- Premio Ortega y Gasset (2010) de periodismo digital por su blog: Ciudad Juárez, en la sombra del narcotráfico.[1]
- Premio Cruz de Carlos III el Noble, de Navarra (2023).[2]

## Publicaciones
- Juárez en la sombra: Crónicas de una ciudad que se resiste a morir, editorial Aguilar (2011) sobre la llamada guerra contra el narcotráfico en Ciudad Juárez.